# Darnieulles
Darnieulles település Franciaországban, Vosges megyében. Lakosainak száma 1367 fő (2022. január 1.). Darnieulles Sanchey, Uxegney, Bocquegney, Chaumousey, Fomerey, Gorhey és Hennecourt községekkel határos.

## Népesség
A település népességének változása:
| Lakosok száma | 1541 | 1496 | 1485 | 1407 | 1398 | 1380 | 1369 | 1370 | 1367 |
|               | 2013 | 2015 | 2016 | 2017 | 2018 | 2019 | 2020 | 2021 | 2022 |